# Gruppo cosmonauti TsPK 3
Il Gruppo cosmonauti  TsPK 3 è stato il terzo gruppo di cosmonauti selezionato il 28 ottobre 1965 dal GCTC.

## Storia
Era composto da ventitré cosmonauti, di cui dodici aviatori, nove ingegneri, un medico e un navigatore militare. L'addestramento di base si è svolto tra ottobre 1965 (gennaio 1966 per Lazarev che venne selezionato per sostituire Degtjaëov) e dicembre 1967 (senza Kolesnikov e Degtjaëov che ritirarono prima di completare l'addestramento). Lazarev era un membro dell'equipaggio della Sojuz 18-1 quando durante il lancio è stato attivato il sistema di fuga d'emergenza a causa un'anomalia al secondo stadio.

## Cosmonauti
- Boris Belousov[1]
- Evgenij Chludeev[2]
- Vladimir Degtjaëov[3]
- Anatolij Fedorov[4]
- Jurij Glazkov[5]

Sojuz 24
- Vitalij Griščenko[6]
- Leonid Kizim[7]

Sojuz T-3
Sojuz T-10/Sojuz T-11
Sojuz T-15 (Mir 1)
- Pëtr Klimuk[8]

Sojuz 13
Sojuz 18
Sojuz 30
- Gennadij Kolesnikov[9]
- Aleksandr Kramarenko[10]
- Vasilij Lazarev[11]

Sojuz 12
Sojuz 18-1
- Michail Lisun[12]
- Aleksandr Petrušenko[13]
- Vladimir Preobrazhensky[14]
- Valerij Roždestvenskyj[15]

Sojuz 23
- Gennadij Sarafanov[16]

Sojuz 15
- Ansar Šarafutdinov[17]
- Vasilij Ščeglov[18]
- Aleksandr Skvorcov[19]
- Ėduard Stepanov[20]
- Valerij Vološin[21]
- Oleg Jakovlev[22]
- Vjačeslav Zudov[23]

Sojuz 23